# Charles Ulm

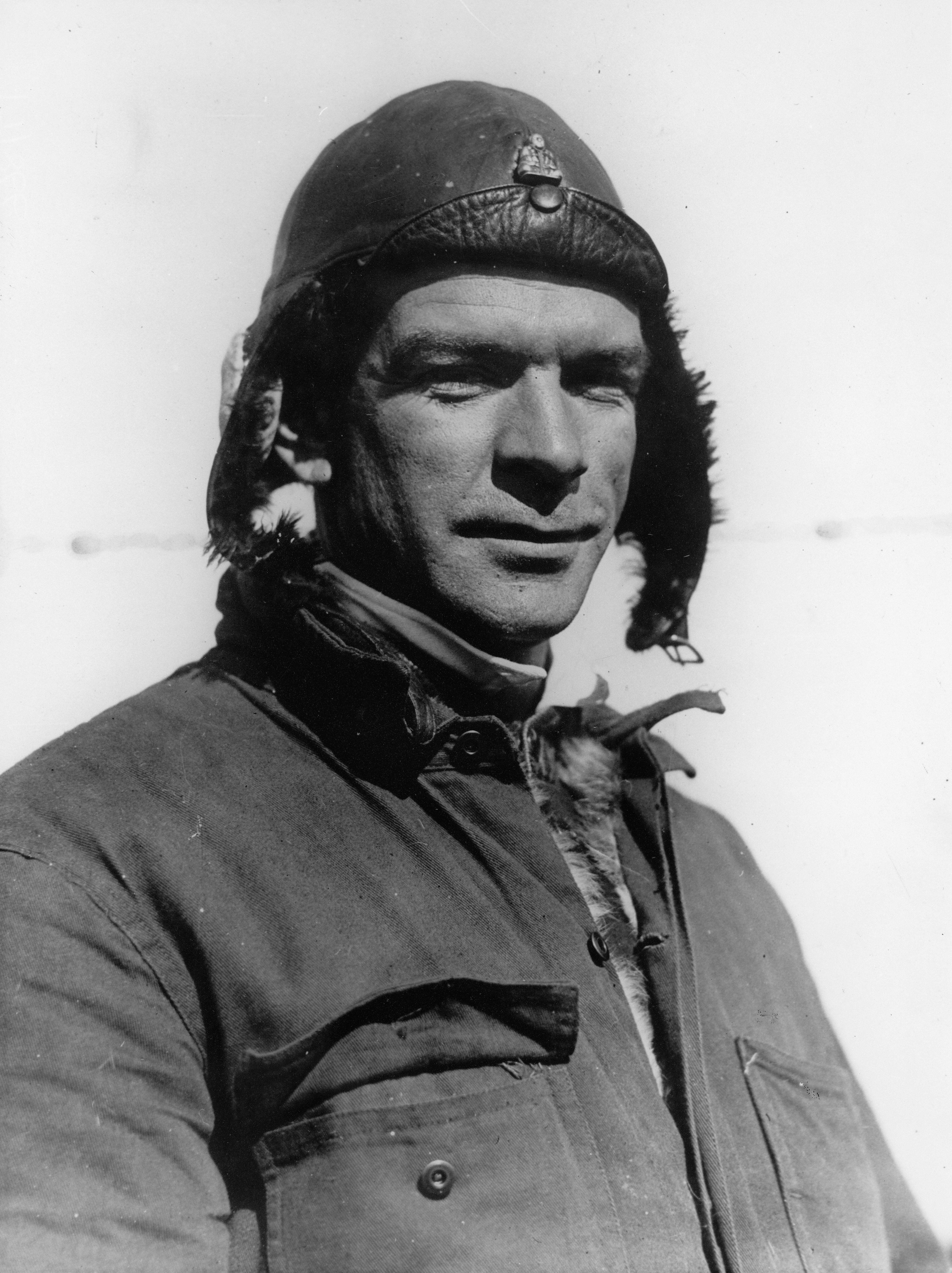
Charles Ulm am Ende eines Flugs (1928)

Charles Thomas Philippe Ulm (* 18. Oktober 1898 in Middle Park, Melbourne; † 8. Dezember 1934 verschollen auf einem Flug von Oakland nach Hawaii) war ein australischer Flugpionier und Gründer früher Fluggesellschaften Australiens.

## Frühes Leben
Charles Ulm war der dritte Sohn des Franzosen Emile Gustave Ulm, eines Künstlers, und dessen Frau Ada Emma, geborene Greenland. Charles Ulm ging in Melbourne und Sydney zur Schule. Nach seinem Schulabschluss arbeitete er als Angestellter in einem Börsenbüro. Im Ersten Weltkrieg diente er ab dem 16. September 1914 unter falschem Namen in der Australian Imperial Force. Im Jahr 1915 nahm er an der Schlacht von Gallipoli teil. Dabei erlitt Ulm eine Verwundung durch einen Granatsplitter im Mundbereich, die zu seiner Entlassung aus der Armee führte. Im Januar 1917 trat er unter seinem Namen wieder in die australische Armee ein und diente in einer Infanterieeinheit an der Westfront. Er wurde am Knie durch einen Granatsplitter schwer verwundet und anschließend nach Großbritannien transportiert. Im März 1919 erfolgte seine Entlassung aus dem Militär. Am 20. November 1919 heiratete er Isabel Amy Winter, mit der er nach Western Australia ging. Er wurde geschieden und heiratete Mary Josephine Callaghan am 29. Juni 1927 in Sydney.

## Flugpionier

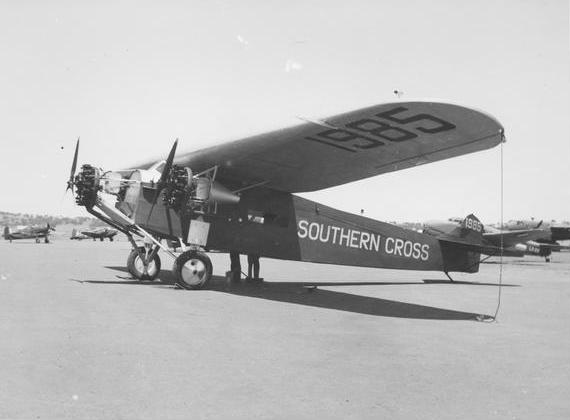
Die Southern Cross, die 1928 als erste den Pazifik überquerte

1927 umrundete Ulm mit Charles Kingsford Smith Australien in einem Flugzeug in 10 Tagen und 5 Stunden. Dabei halbierten sie den bislang bestehenden Rekord.
Nach diesem Rekordflug sammelten sie Gelder für die erste Überquerung des Pazifiks von den Vereinigten Staaten nach Australien. Am 31. Mai 1928 starteten sie mit zwei Mannschaftsmitgliedern mit einer dreimotorigen Fokker F.VIIb-3m in Oakland in Kalifornien, die sie Southern Cross nannten. Ulm war auf diesem Flug stellvertretender Kommandant und Kopilot, obwohl er zum damaligen Zeitpunkt keine Pilotenlizenz besaß. Nach einem Flug über 83 Stunden und 17 Minuten in drei Etappen erreichten sie Brisbane am 9. Juni. Dieser Flug machte sie in Australien zu populären Helden. Ihnen wurde das britische Air Force Cross verliehen und sie wurden zu Ehrenmitgliedern der Royal Australian Air Force ernannt.
Am 10. September flog Charles Ulm in der Dauer von 14 Stunden den ersten Flug von Sydney nach Christchurch, Neuseeland. Erst zu diesem Zeitpunkt war Ulm im Besitz einer Pilotenlizenz.

## Unternehmer
Kingsford Smith und Ulm gründeten im Dezember 1928 die australische Fluggesellschaft Australian National Airways Ltd (ANA).
Diese Fluggesellschaft transportierte ab 1930 Passagiere, Frachten und Luftpost zwischen Sydney und Brisbane. Die Fluggesellschaft erweiterte ihre Flugziele um Melbourne in Victoria und Launceston in Tasmanien und die ANA wurde damit die erste innerstaatliche Fluggesellschaft Australiens. Am 21. März 1931 ging eine der fünf Avro 618 Ten dieser Fluggesellschaft auf dem Flug nach Melbourne verloren. Dieses Ereignis führte zu staatlichen Regelungen zum Betreiben einer Fluggesellschaft. Das Flugzeugwrack wurde erst im Jahr 1958 in der Toolong Range, bei Kiandra in New South Wales entdeckt.
Im März 1929 waren Kingsford Smith und Ulm für 14 Tage auf einem Flug nach London verschollen. Sie waren zu einer Notlandung an der Westküste Australiens in der Nähe des heutigen Derby mit der Southern Cross gezwungen, die sich mittlerweile in ihrem Eigentum befand. Die verschollen geglaubte Mannschaft wurde auf der ersten Rettungsexpedition für Flugzeuge und Piloten in Australien gefunden. Allerdings stürzte ein Rettungsflugzeug, die Westland Widgeon, genannt Kookaburra ab, und zwei Piloten starben. Als die Rettungsgesellschaft die Flugbesatzung und das Flugzeug Southern Cross fanden, tranken diese in Erwartung ihrer Retter so genannten Kaffee Royal, gesüßten Mokka mit Cognac, der in einer Kelle erhitzt und angezündet wird, um ihn anschließend in vorgewärmte Gläser zu gießen. Dies nahm die australische Öffentlichkeit Kingsford Smith und Ulm übel, und sie konnten ihre Reputation bis zu seinem Lebensende in Gänze nicht wiederherstellen.
Ulm übernahm die ANA alleine. Wegen der herrschenden wirtschaftlichen Rezession und den Flugzeugverlusten wurde das Unternehmen allerdings zahlungsunfähig. Ulm kaufte aus der Konkursmasse eines der Flugzeuge, das er Faith in Australia nannte. Mit diesem Flugzeug plante er eine Weltumrundung und flog 1933 von Australien nach Großbritannien. Dieses Vorhaben scheiterte, da es in Irland eine Bruchlandung gab. Auf seinem Rückflug nach Australien stellte er einen neuen Rekord mit 16 Tagen, 17 Stunden und 56 Minuten auf dieser Flugstrecke auf.
Im April 1934 flog Ulm erstmals im Auftrag der australischen Post nach Neuseeland und im August 1934 nach Neuguinea. In der Hoffnung weitere Transportaufträge der Post für Flüge von Australien nach Kanada und den Vereinigten Staaten zu erhalten, gründete er die Great Pacific Airways Ltd. Er beabsichtigte eine Flugroute von San Francisco nach Sydney aufzubauen. Er kaufte ein Flugzeug, das mit Zusatztanks eine Reichweite von 6115 Kilometern ermöglichte. Am 3. Dezember 1934 testete er dieses zweimotorige Flugzeug, das er Stella Australis nannte, eine Airspeed Envoy, auf einem Flug von Oakland nach Hawaii. Die Besatzung setzte noch ein SOS-Signal ab. Er kam am Zielort nicht an und blieb, trotz einer einen Monat dauernden Suche, ohne jegliche Spuren für immer verschollen.

## Ehrungen
1978 wurde sein Konterfei auf einer australischen Briefmarke abgebildet. Im November 2008 gab Qantas bekannt, dass es eines seiner Flugzeuge, den Airbus A380, nach ihm benennen werde. Dieses Flugzeug nahm am 3. November 2010 seinen Dienst auf.